# Irfan Ljubijankić
Irfan Ljubijankić, né le 26 novembre 1952 à Bihać et mort assassiné le 28 mai 1995 près de Cetingrad (Croatie), est un médecin et un homme politique yougoslave bosniaque.

## Biographie
Diplômé de la Faculté de médecine de l'université de Belgrade, il se spécialise en otorhinolaryngologie et exerce dans sa ville natale. En 1990, il est élu au parlement de la République populaire de Bosnie-Herzégovine et devient un des leaders du Parti d'action démocratique. 
Après le début de la guerre de Bosnie, il suspend temporairement son engagement politique pour exercer la médecine à Bihać (1992), puis reprend ses activités politiques en 1993 en devenant ministre des Affaires étrangères de la République de Bosnie-Herzégovine.

## Mort
Il est tué avec cinq autres personnes lorsque l'hélicoptère dans lequel ils voyagent de Bihać à Zagreb est touché par un missile tiré par les Serbes de Bosnie.